# Rolf Geiger
Rolf Geiger (Marbach am Neckar, 1934. október 16. – 2023. november 29.) nyugatnémet válogatott német labdarúgó, hátvéd, olimpikon.

## Pályafutása

### Klubcsapatban
Az FC Marbach csapatában kezdte a labdarúgást. 1953 és 1955 között a Kornwestheim, 1955 és 1957 között a Stuttgarter Kickers, 1957 és 1962 között a VfB Stuttgart labdarúgója volt. 1962–63-ban az olasz AC Mantova csapatában szerepelt. 1963-ban visszatért a VfB Stuttgart együtteséhez, ahol 1967-ben fejezte be az aktív játékot. A VfB Suttgarttal 1958-ban nyugatnémetkupa-győztes lett.

### A válogatottban
1956 és 1964 között nyolc alkalommal szerepelt a nyugatnémet válogatottban és két gólt szerzett. Az olimpiai válogatott csapattal részt az 1956-os melbourne-i olimpián.

## Sikerei, díjai
VfB Stuttgart
- Nyugatnémet kupa (DFB-Pokal)
  - győztes: 1958
  - gólkirály: 1957–58

## Statisztika

### Mérkőzései a nyugatnémet válogatottban
| NSZK | NSZK               | NSZK                           | NSZK          | NSZK     | NSZK          | NSZK       | NSZK  | NSZK    |
| #    | Dátum              | Helyszín                       | Hazai         | Eredmény | Vendég        | Kiírás     | Gólok | Esemény |
| ---- | ------------------ | ------------------------------ | ------------- | -------- | ------------- | ---------- | ----- | ------- |
| 1.   | 1956. december 23. | Köln, Mungersdorferstadion     | NSZK          | 4 – 1    | Belgium       | barátságos | -     |         |
| 2.   | 1958. október 26.  | Párizs, Colombes Stadion       | Franciaország | 2 – 2    | NSZK          | barátságos | -     |         |
| 3.   | 1958. december 21. | Augsburg, Rosenaustadion       | NSZK          | 3 – 0    | Bulgária      | barátságos | -     |         |
| 4.   | 1959. május 6.     | Glasgow, Hampden Park          | Skócia        | 3 – 2    | NSZK          | barátságos | -     |         |
| 5.   | 1959. május 20.    | Hamburg, Volksparkstadion      | NSZK          | 1 – 1    | Lengyelország | barátságos | -     |         |
| 6.   | 1964. április 29.  | Ludwigshafen, Südweststadion   | NSZK          | 3 – 4    | Csehszlovákia | barátságos | 1     | 55'     |
| 7.   | 1964. május 12.    | Hannover, Niedersachsenstadion | NSZK          | 2 – 2    | Skócia        | barátságos | -     |         |
| 8.   | 1964. június 7.    | Helsinki, Olimpiai Stadion     | Finnország    | 1 – 4    | NSZK          | barátságos | 1     | 13'     |
|      | Összesen           |                                |               | 8        | mérkőzés      |            | 2     | gól     |